# 베스턴 B50
베스튠 B50(영어: Bustune B50) 또는 베스턴 B50(영어: Besturn B50)은 베스튠에서 2009년부터 2019년까지 생산했던 중형 세단이다. 베스튠은 2012년 러시아 시장에서 B50을 첫 모델로 판매하기 시작했으며, 이 모델은 2012년 모스크바 국제 자동차 살롱에서 공개되었다.

## 1세대
1세대 베스턴 B50은 이탈디자인 주지아로가 디자인했으며, FAW-마쓰다 합작법인에서 여전히 생산 중인 구형 마쓰다 6을 기반으로 한다. 1.6리터 엔진은 제일-폭스바겐 모터스가 만든 폭스바겐 보라에서 가져왔다. 자연 흡기 1.6리터 I4 엔진으로 구동된다. 2013년에는 62,342대가 판매되어 베스턴 라인업에서 가장 인기 있는 모델이었고, 2014년에는 72,259대가 판매되었다. 변속기는 아이신 세이키에서 제조한다.

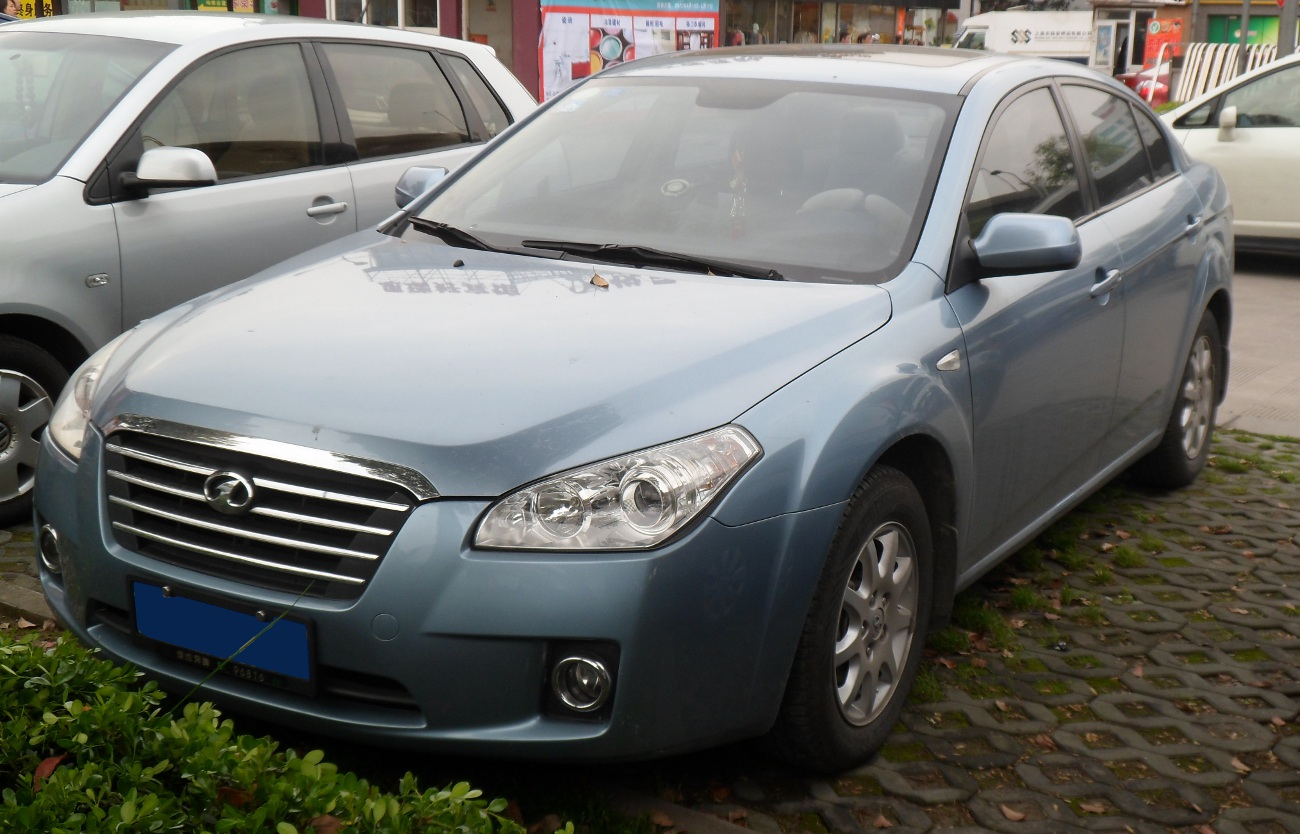
베스턴 B50 페이스리프트 전면.
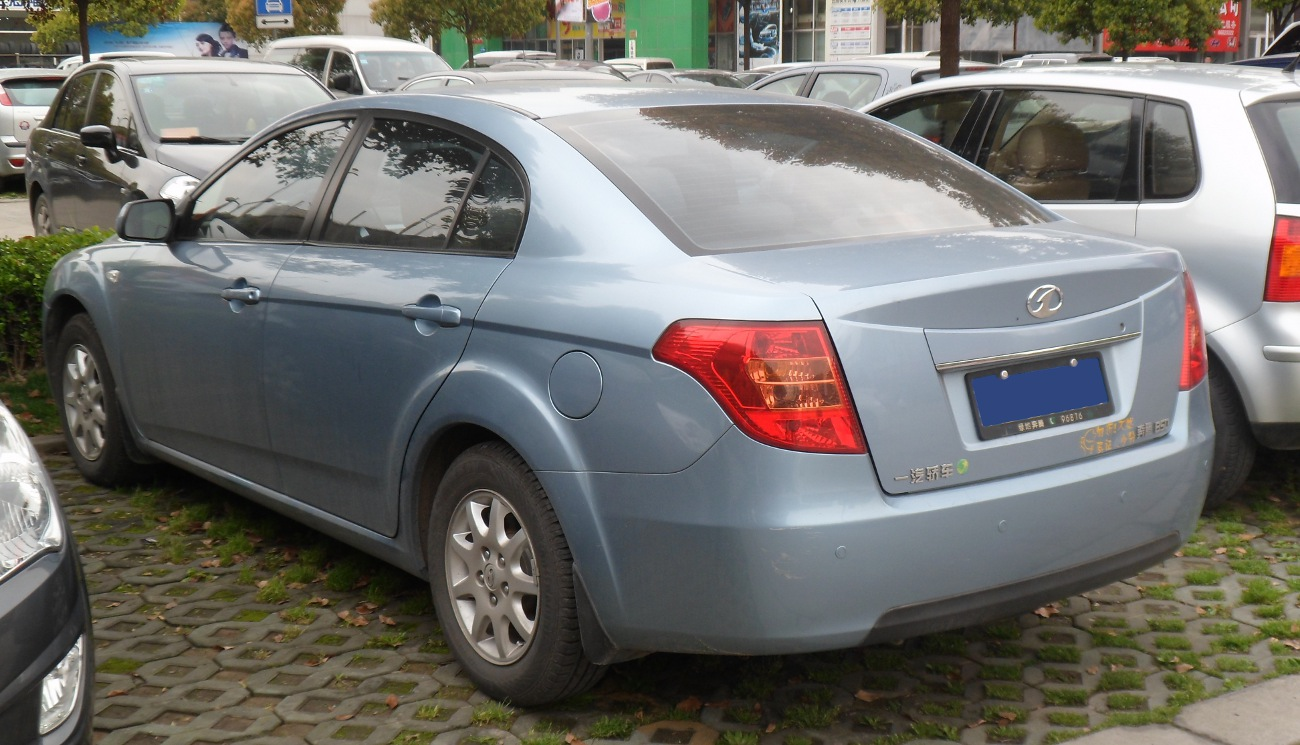
베스턴 B50 페이스리프트 후면.
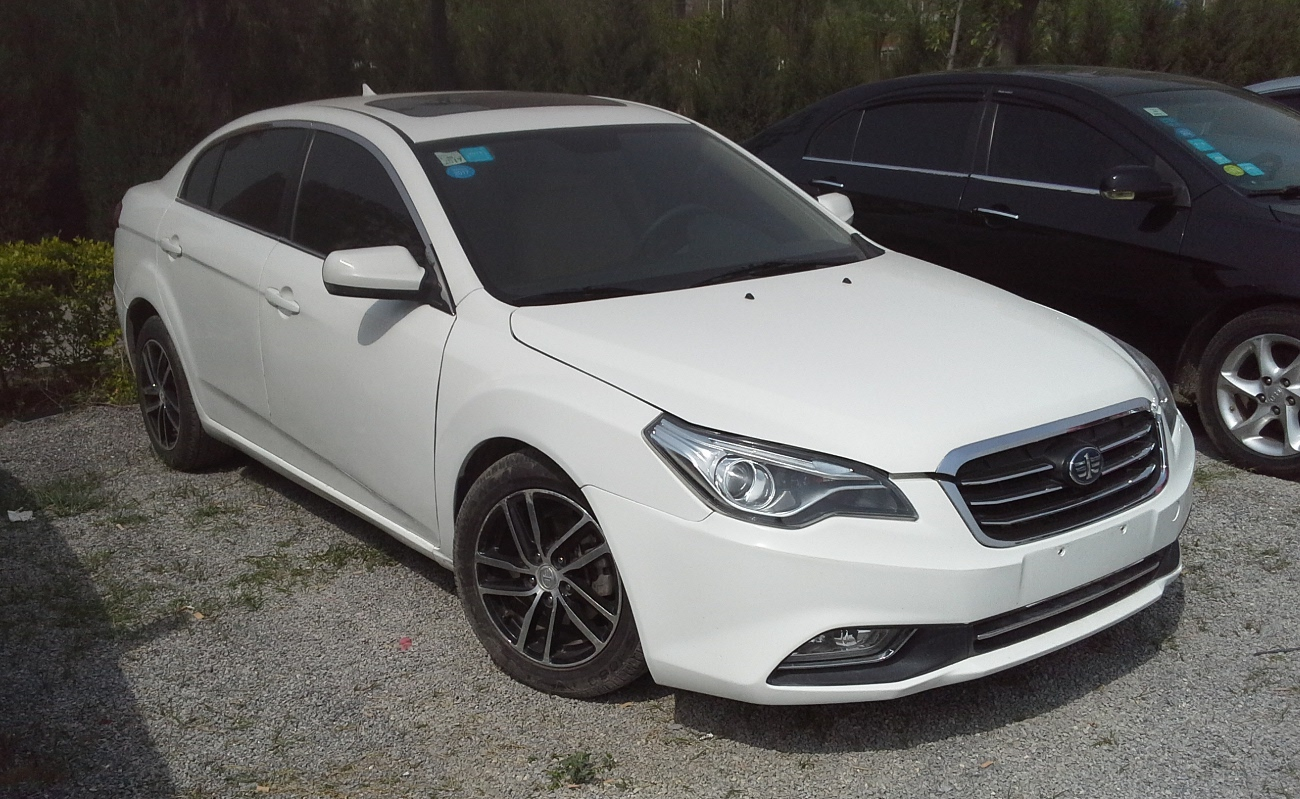
베스턴 B50 페이스리프트 후면.
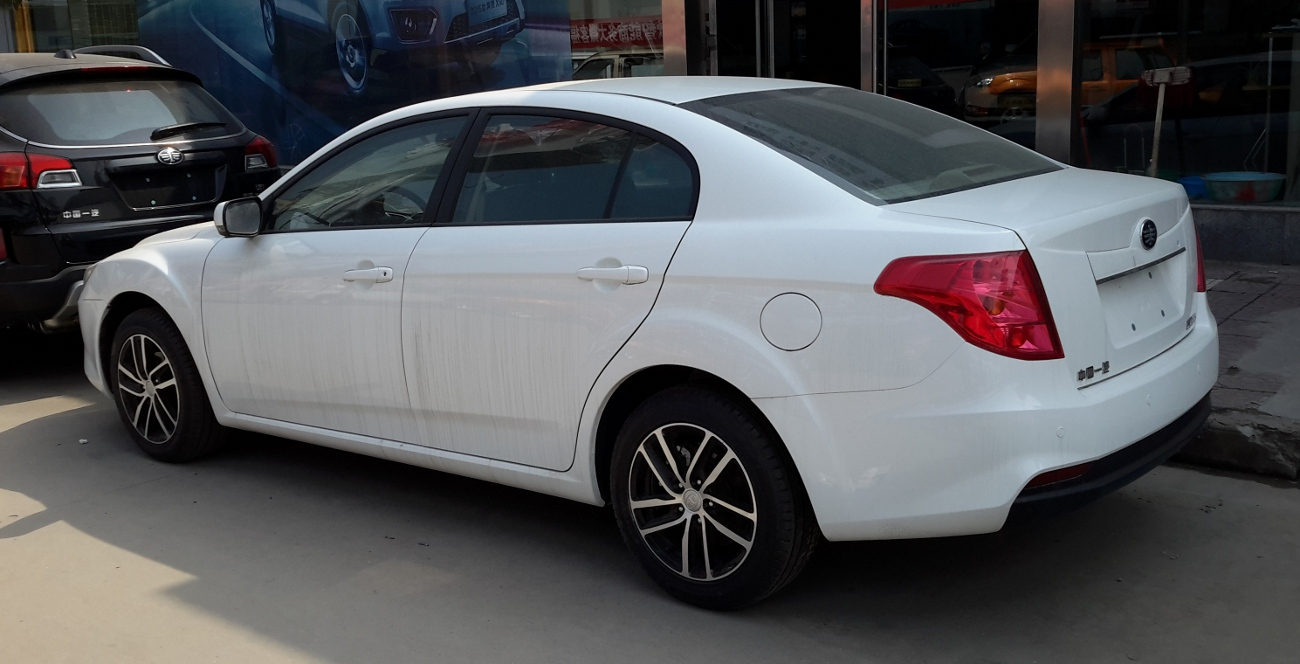
베스턴 B50 페이스리프트 후면.

### 안전
B50은 C-NCAP 충돌 테스트에서 별 4개 등급을 받았다.

## 2세대
2세대 베스턴 B50은 2016년 중반 중국 자동차 시장에 출시되었다. 가격은 81,800위안에서 117,800위안까지 다양하다. 2세대 베스턴 B50은 RS 스포츠 버전으로도 출시되었다. RS는 빨간색 트림이 있는 검은색 그릴, 틴티드 루프, 트렁크 리드에 추가 스포일러, RS 배지, 약간 다른 실내를 특징으로 한다.

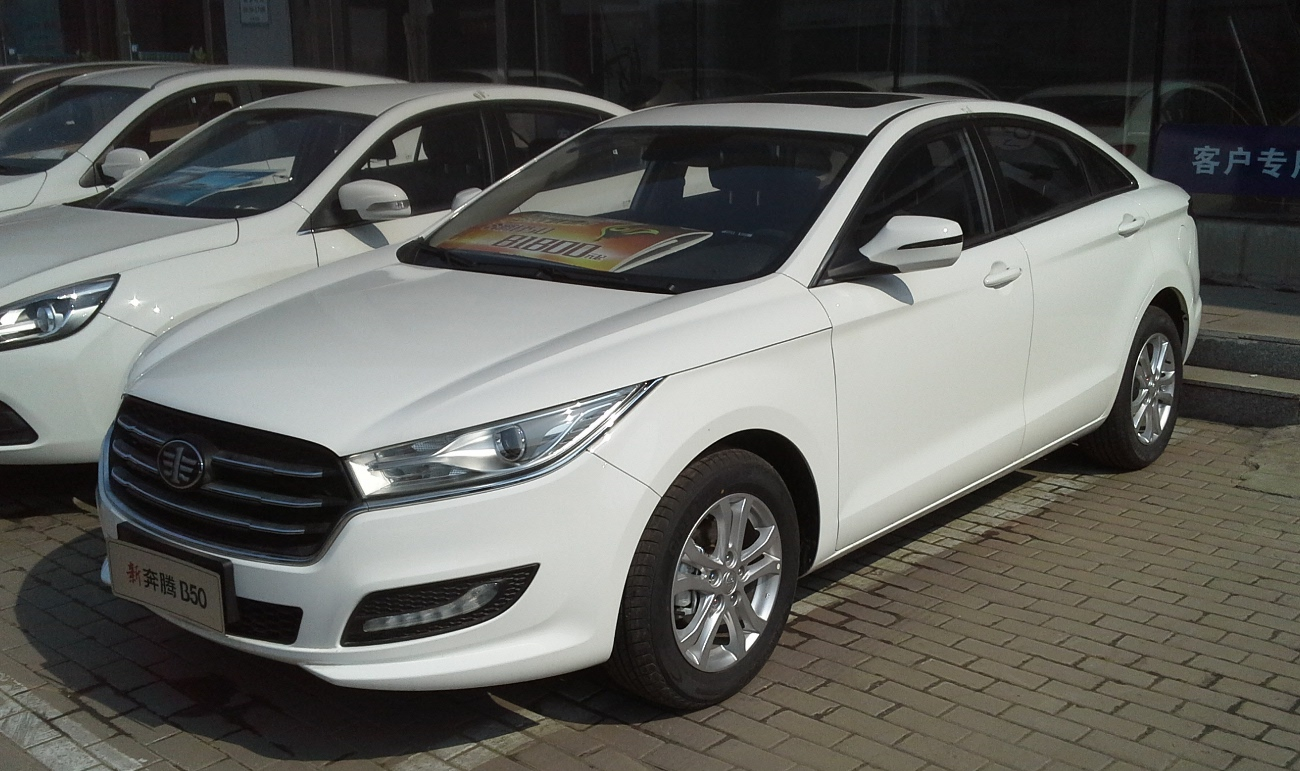
베스턴 B50 II 전면.
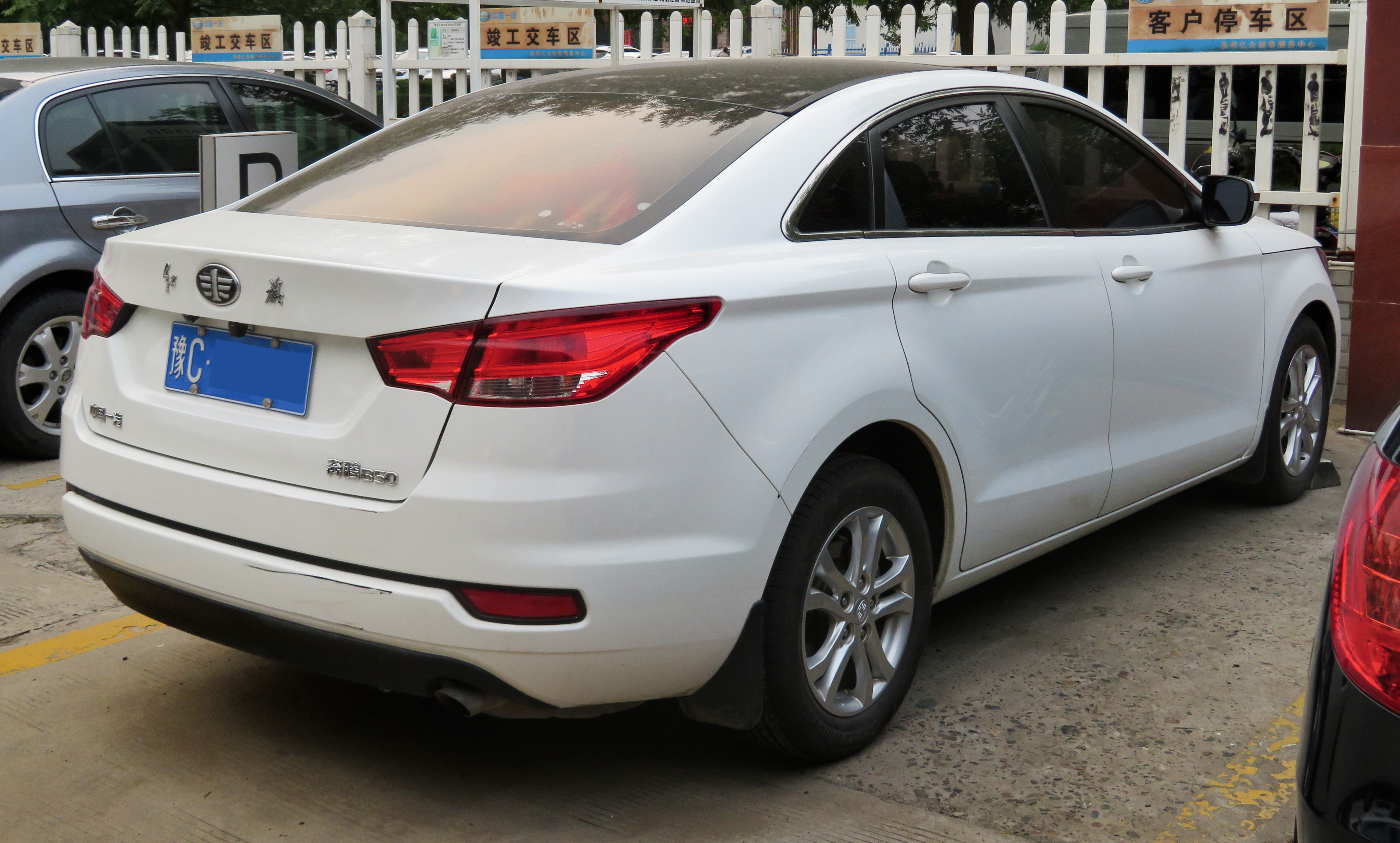
베스턴 B50 II 후면.
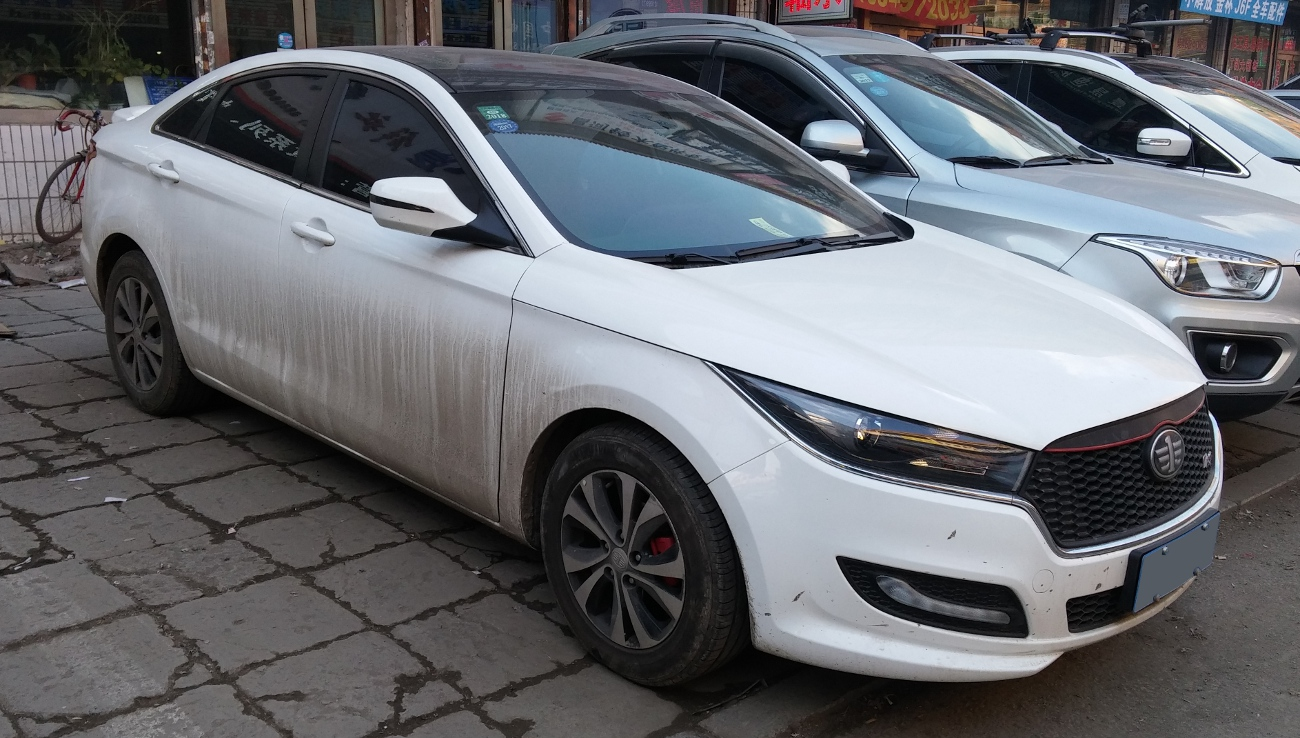
베스턴 B50 II RS 전면.